# Varietà parallelizzabile
In matematica, una varietà differenziabile M  di dimensione n si dice parallelizzabile se ammette un insieme di n  campi vettoriali  linearmente indipendenti, definiti globalmente sull'intera varietà M.

## Definizione
Data una varietà differenziabile M di dimensione n, una parallelizzazione di M è un insieme {\displaystyle \scriptstyle {\{X_{1},\dots ,X_{n}\}}} di n campi vettoriali definiti su tutta la varietà {\displaystyle \scriptstyle M\,} in modo che per ogni punto {\displaystyle \scriptstyle {p\in M}\,} l'insieme {\displaystyle \scriptstyle {\{X_{1}(p),\dots ,X_{n}(p)\}}} risulti una  base di {\displaystyle \scriptstyle {T_{p}M}\,}, dove {\displaystyle \scriptstyle {T_{p}M}\,} denota la fibra sopra p del fibrato tangente {\displaystyle \scriptstyle {TM}\,}.
In queste ipotesi si dice che M è una varietà parallelizzabile, poiché ammette una parallelizzazione.

## Esempi
- Ogni gruppo di Lie è una varietà parallelizzabile.
- Il prodotto di due o più  varietà parallelizzabili è ancora una varietà parallelizzabile.
- Ogni spazio affine, considerato come varietà differenziabile, è parallelizzabile.

## Proprietà
Proposizione. Una varietà {\displaystyle \scriptstyle M\,} è parallelizzabile se e solo se esiste un diffeomorfismo {\displaystyle \scriptstyle {\phi \colon TM\longrightarrow M\times {\mathbb {R} ^{n}}}\,} tale che la prima proiezione di {\displaystyle \scriptstyle {\phi }\,} sia {\displaystyle \scriptstyle {\tau _{M}\colon TM\longrightarrow M}\,} e per ogni {\displaystyle \scriptstyle {p\in M}\,} il secondo fattore — ristretto a {\displaystyle \scriptstyle {T_{p}M}\,} — sia una applicazione lineare {\displaystyle \scriptstyle {\phi _{p}\colon T_{p}M\rightarrow {\mathbb {R} ^{n}}}\,}.
In altre parole, {\displaystyle \scriptstyle M\,} è parallelizzabile se e solo {\displaystyle \scriptstyle {\tau _{M}\colon TM\longrightarrow M}\,} è un fibrato vettoriale banale. Per esempio sia {\displaystyle \scriptstyle M\,} un sottoinsieme aperto di 
{\displaystyle \scriptstyle {\mathbb {R} ^{n}}\,}, cioè una sottovarietà aperta di {\displaystyle \scriptstyle {\mathbb {R} ^{n}}\,}. 
Allora il fibrato tangente {\displaystyle \scriptstyle {TM}\,} è diffeomorfo a {\displaystyle \scriptstyle {M\times {\mathbb {R} ^{n}}}\,}, e la varietà {\displaystyle \scriptstyle {M}\,} è ovviamente parallelizzabile.